# Préty
Préty é uma comuna francesa na região administrativa de Borgonha-Franco-Condado, no departamento Saône-et-Loire. Estende-se por uma área de 12,41 km². Em 2010 a comuna tinha 568 habitantes (densidade: 45,8 hab./km²).